# Republikeins Stadion Vazgen Sargsian
Het Republikeins Stadion Vazgen Sargsian is een voetbalstadion in de Armeense stad Jerevan. In het stadion spelen Pjoenik Jerevan en het Armeens voetbalelftal hun thuiswedstrijden. Het stadion is vernoemd naar Vazgen Sargsian, de in 1999 vermoorde premier van Armenië.